# Acacia spectabilis
Espèce
Répartition géographique
Classification phylogénétique
Acacia spectabilis est une espèce de plantes à fleurs de la famille des Mimosaceae, selon la classification classique, ou des Fabaceae, selon la classification phylogénétique. C'est un arbuste endémique en Australie.

## Description
C'est un arbuste au port dressé ou étalé qui atteint entre 1,5 et 4 mètres de haut et possède des feuilles pennées. Les capitules globuleux jaune vif apparaissent en grappes axillaires, principalement entre juillet et novembre dans son aire naturelle. Ils sont suivis par des gousses coriaces minces qui font 4 à 17 cm de long et 10 à 19 mm de large.

## Répartition et utilisation
L'espèce est présente naturellement dans les forêts sclérophylles sèches et les landes en Nouvelle-Galles du Sud et au Queensland et est couramment cultivée.